# ديفيد كامبل (رسام)
ديفيد كامبل (بالإنجليزية: David Campbell)‏ هو رسام أمريكي، ولد في 31 مارس 1936 في تاكوما بارك في الولايات المتحدة.